# Yli-Kuohunkijärvi
Yli-Kuohunkijärvi är en sjö i Finland. Den ligger i kommunen Rovaniemi i landskapet Lappland, i den norra delen av landet, 700 km norr om huvudstaden Helsingfors. Yli-Kuohunkijärvi ligger 166,2 meter över havet. Arean är 21,4 hektar och strandlinjen är 4,13 kilometer lång. Sjön  ingår i Kemi älvs huvudavrinningsområde. 